# Poco: The Songs of Richie Furay
Poco: The Songs of Richie Furay è un album raccolta dei Poco, pubblicato dalla Epic Records nel 1979. Il disco raccoglie alcuni brani composti da Richie Furay durante la sua permanenza con i Poco nel periodo 1969-1973.

## Tracce
Brani composti da Richie Furay, tranne Don't Let It Pass By di Richie Furay e Skip Goodwin
Lato A
1. A Good Feelin' to Know – 3:53 – Tratto dall'album A Good Feelin' to Know (1972)
2. Hurry Up – 3:58 – Tratto dall'album Poco (1970)
3. Don't Let It Pass By – 2:36 – Tratto dall'album Poco (1970)
4. What if I Should Say I Love You – 3:39 – Tratto dall'album From the Inside (1971)
5. Pickin' Up the Pieces – 3:21 – Tratto dall'album Pickin' Up the Pieces (1969)

Lato B
1. Crazy Eyes – 9:40 – Tratto dall'album Crazy Eyes (1973)
2. And Settlin' Down – 3:42 – Tratto dall'album A Good Feelin' to Know (1972)
3. C'mon – 3:12 – Tratto dall'album Deliverin' (1971)
4. What Am I Gonna Do – 3:48 – Tratto dall'album From the Inside (1971)

## Musicisti
- Richie Furay - voce, chitarre (sei e dodici corde)
- Jim Messina - voce, chitarra acustica, chitarra elettrica (brani: A2, A3, A5 e B3)
- Paul Cotton - voce, chitarra acustica, chitarra elettrica (brani: A4, B1, B2 e B4)
- Rusty Young - chitarra pedal steel, chitarra, banjo, dobro, organo
- Randy Meisner - basso, accompagnamento vocale (solo nei brano: A5)
- Timothy B. Schmit - voce, basso (tranne brano: A5)
- George Grantham - batteria
- Jim Messina - produttore (brani: A2, A3, A5 e B3)
- Steve Cropper - produttore (brani: A4 e B4)
- Jim Mason - produttore (brani: A1 e B2)
- Jack Richardson - produttore (brani: A1, B1 e B2)